# Cecil Roth
Cecil Roth (5. března 1899, Londýn – 21. června 1970, Jeruzalém) byl britský historik a znalec umění.

## Životopis
V roce 1924 promoval na Oxfordu. V období 1939 až 1964 byl na této univerzitě profesorem židovských studií. Od roku 1965 do své smrti byl hlavním redaktorem Encyclopaedia Judaica.
Vzděláním všeobecný historik se zaměřením na dějiny Itálie se postupně soustředil na dějiny Židů, nejprve jako novinář a lektor, později jako univerzitní profesor.
Po odchodu do důchodu se přestěhoval do Izraele a působil jako hostující profesor na Columbia University, Queens College der City University of New York, Stern College (Yeshiva University) a na Univerzitě Bar-Ilan (Ramat Gan).

## Dílo (výběr)
Vydal více než 600 prací, které byly přeloženy do mnoha jazyků.
- The Jews of Malta, Londýn 1931
- A History of the Marranos, 3 svazky, Philadelphia 1932
- A short History of the Jewish people, Macmillan, Londýn 1936
- The Spanish Inquisition, Londýn 1937
- History of the Jews in England, 1941
- The House of Nasi, 2 svazky:
  - sv. 1: The House of Nasi. Dona Gracia, New York 1947
  - sv. 2: The House of Nasi. The Duke of Naxos, New York 1948
- The Jews in the Renaissance, 1959
- Jewish Art. An Illustrated History
- Max Wurmbrand jako spoluautor: Das Volk der Juden. 4000 Jahre Kampf ums Überleben. Eine Universalgeschichte, Melzer, Dreieich 1980 (Neuausgaben 1989, 1999)

redaktor:
- Encyclopaedia Judaica. Keter, Jerusalem / Macmillan, New York 1971–1972
- spolupracovníci: Joseph F. Roth a Israel Finestein: Opportunities That Pass. An Historical Miscellany, Vallentine Mitchell, Londýn 2005